# Cleomenes
Cleomenes är ett släkte av skalbaggar. Cleomenes ingår i familjen långhorningar.

## Dottertaxa tillCleomenes, i alfabetisk ordning[1]
- Cleomenes apicalis
- Cleomenes atricornis
- Cleomenes auricollis
- Cleomenes banauensis
- Cleomenes chryseus
- Cleomenes cognatus
- Cleomenes copei
- Cleomenes dihammaphoroides
- Cleomenes diversevittatus
- Cleomenes giganteus
- Cleomenes hefferni
- Cleomenes laetabilis
- Cleomenes lautus
- Cleomenes lyra
- Cleomenes micarius
- Cleomenes modicatus
- Cleomenes multiplagatus
- Cleomenes nigricollis
- Cleomenes ornatus
- Cleomenes robustior
- Cleomenes rufobasalis
- Cleomenes rufofemoratus
- Cleomenes rufonigra
- Cleomenes semiargentens
- Cleomenes semilineatus
- Cleomenes takiguchii
- Cleomenes tenuipes
- Cleomenes trinotatithorax
- Cleomenes vittatoides
- Cleomenes vittatus